# Josefine van Asdonk
 (janvier 2019).
Si vous disposez d'ouvrages ou d'articles de référence ou si vous connaissez des sites web de qualité traitant du thème abordé ici, merci de compléter l'article en donnant les références utiles à sa vérifiabilité et en les liant à la section « Notes et références ».
Pour les articles homonymes, voir Asdonk.
 (février 2019).
Josefine van Asdonk, née le 6 octobre 1974 à Amsterdam,, est une actrice et présentatrice néerlandaise.

## Filmographie

### Cinéma et téléfilms
- 1996-2000 : Goudkust (nl) : Irene Verweijden
- 2000 : De garage : Monique
- 2000 : Tinnef : Isolde
- 2002 : 'n stukje humor : L'étudiant
- 2004 : Gay : Stefanie